# ゆりかごから墓場まで (リスト)
『ゆりかごから墓場まで』（ゆりかごからはかばまで、Von der Wiege bis zum Grabe）S.107/R.424は、フランツ・リストが作曲した13番目の最後の交響詩。

## 概説
12番目の交響詩『理想』の完成から20年以上たった晩年に書かれており、以前の交響詩とは様式がかなり異なっている。ジッチ・ミハーイの絵が標題になっている。

## 作曲年代と作曲地
1882年、ドイツのヴァイマル

## 楽器編成
ピッコロ、フルート）、オーボエ2、クラリネット2、ファゴット2、ホルン4、トランペット2、トロンボーン3、チューバ、ティンパニ、シンバル（大太鼓無し）、ハープ（アド・リヴ）、弦五部

## 演奏時間
約17分

## 楽曲の内容
3部分からなる
- 「ゆりかご｣
- 「生の闘争」
- 「墓場へ」